# Икелар, Петрюс
Петрюс Герардюс Икелар (нидерл. Petrus Gerardus Ikelaar, 2 января 1896 — 25 ноября 1992) — нидерландский велогонщик, призёр Олимпийских игр.

## Биография
Родился в 1896 году в Амстелвене. В 1917 году занял 2-е место на чемпионате Нидерландов по велогонкам. В 1920 году вновь стал серебряным призёром чемпионата Нидерландов, а на Олимпийских играх в Антверпене, завоевал бронзовые медали в гонке на 50 км и в тандеме (вместе с Франсискюсом де Вренгом). В 1921 году занял 3-место на чемпионате Нидерландов. В 1923 и 1924 годах становился чемпионом Нидерландов по велогонкам, а на чемпионате 1925 года вновь занял 2-е место.